# Arthur Keith (géologue)
Arthur Keith (30 septembre 1864, St. Louis, Missouri - 7 février 1944, Silver Spring, Maryland) est un géologue américain, qui passe près de 50 ans à faire des études de terrain impliquant la cartographie et la description des caractéristiques géologiques des Appalaches depuis le Carolines au Maine.

## Biographie
Arthur Keith grandit à Quincy, Massachusetts, où il fréquente l'école publique jusqu'à l'âge de 12 ans. Après des études préparatoires à l'Adams Academy, il s'inscrit en 1881 à l'université Harvard. Il y obtient son baccalauréat en 1885 et AM en 1887. Il est l'élève de Nathaniel Shaler. En 1887, Keith commence à travailler avec le Massachusetts Topographic Survey. Au cours de l'été de cette année-là, il devient assistant dans une équipe de terrain de l'Institut d'études géologiques des États-Unis (USGS) et cartographie les régions montagneuses de l'est du Tennessee. À la fin de l'été, il se rend à Washington, DC et devient membre régulier de l'USGS. Il est affecté au Tennessee en tant qu'assistant de terrain de Bailey Willis, qui est le directeur de la division des Appalaches. En 1889, Keith est élu membre de la Société américaine de géologie. Ses cartes publiées entre 1891 et 1907 donnent une description détaillée de 15 000 miles carrés avec une structure rocheuse très complexe. En 1906, il devient chef de la section de géologie régionale pour tous les États-Unis. En 1913, la section de géologie de la zone est divisée en zones orientale et occidentale, avec Keith responsable de la zone orientale. Pendant la Première Guerre mondiale, il commence une étude spéciale, demandée par l'armée américaine, dans le Maine, le New Hampshire et le Vermont sur les caractéristiques géologiques ayant une importance militaire possible. En 1924, il se retire du travail administratif pour travailler sur la géologie complexe du nord-ouest du Vermont et sur une carte géologique du Maine.
Keith est élu en 1928 membre de l'Académie nationale des sciences. Il est en 1914 président de la Geological Society of Washington, en 1927 président de la Société américaine de géologie, de 1928 à 1931 président de la Division de géologie et de géographie du National Research Council, et de 1931 à 1942 trésorier de l'Académie nationale des sciences.